# Bohumil Eduard Tolman
Bohumil Eduard Tolman (narozen jako Theofil Eduard Theodor Tolman) (26. března 1842 Nová Huť pod Nižborem – 23. prosince 1903 Hradec Králové) byl český nakladatel a knihkupec v Hradci Králové.

## Život
Bohumil Eduard Tolman se narodil dne 26. března 1842 v Nové Huti (dnes část Nižboru) u Berouna do rodiny učitele Libora Tolmana původem z Křivoklátu a jeho manželky Antonie, rozené Haunerové z mlynářského rodu v Rakovníku. B. E. Tolman pokračoval ve stopách svého otce, vystudoval nižší reálku v Praze, později se stal učitelem na obchodní škole v Praze. Byl také redaktorem politického listu Posel z Prahy a v této funkci byl souzen za tiskové delikty a mezi listopadem 1868 a dubnem 1870 byl vězněn.
Po propuštění z vězení se přestěhoval do Hradce Králové. V roce 1871 nastoupil jako účetní papírny v Kuklenách a ve stejném roce se také oženil s Pavlínou Zeiskovou. Matka Pavlíny, Marie rozená Pospíšilová, byla dcerou hradeckého nakladatele, knihkupce a buditele Jana Hostivíta Pospíšila. Bohumil E. Tolman zakoupil v roce 1875 Hejcmanovo knihkupectví v domě čp. 26 na Velkém náměstí . V roce 1878 se mu narodil syn Jiří Vladimír Tolman, který později převzal knihkupectví po svém otci. Kvůli letům stráveným ve vězení mu však byla dlouho odpírána knihkupecká koncese, kterou získal až v roce 1880.
B. E. Tolman se stal výraznou osobností Hradce Králové. Jeho knihkupectví a nakladatelství prosperovalo, knihy začal také půjčovat a zapojil se do profesního života. Byl členem Spolku českých knihkupců a nakladatelů, od roku 1887 předsedou téhož spolku na venkově a 16 let také předsedal hradeckému obchodnímu grémiu. Dále byl členem hradeckého Sokola, pokladníkem sokolské župy východočeské, místostarostou Živnostensko-čtenářské jednoty nebo předsedou spolku českých porotců. Působil také ve sdružení Beseda, sídlícím v domě čp. 126 na Malém náměstí. Byl členem a předsedou sboru dobrovolných hasičů, učitelem účetnictví na zámečnické škole, revisorem spořitelny a kontrolorem záložny, přes 20 let rovněž soudním účetnickým znalcem při hradeckém c. k. krajském soudu a 13 let soudcem laikem u téhož soudu.
B. E. Tolman předal v roce 1902, stižen chorobou, knihkupectví a nakladatelství svému synovi Jiřímu Tolmanovi. Zemřel následující rok, dne 23. prosince 1903 v domě čp. 26 na Velkém náměstí. Podle matričního záznamu zemřel na chorobu srdeční a byl pohřben dne 26. prosince 1903 na hřbitově v Kuklenách poblíž kostela sv. Anny.